# دم‌چنگالی کوچک
دم‌چنگالی کوچک (نام علمی: Enicurus scouleri) نام یک گونه از سرده دم‌چنگالی است.